# Марту, Франсишку
Франсишку де Жезуш Марту (порт. Francisco de Jesus Marto; 11 июня 1908, Фатима — 4 апреля 1919, Фатима) — святой Католической церкви, считается одним из трёх свидетелей Фатимских явлений Девы Марии.

## Биография
Франсишку Марту родился 11 июня 1908 года в посёлке Алжуштрел, принадлежащем приходу городка Фатима, и был крещён 20 июня того же года. Его родители, Мануэл Педру и Олимпия де Жезуш Марту, были крестьянами. Кроме Франсишку, в семье было ещё шестеро детей: Жозе (1899—1989), Тереза (1901—1902), Флоринда (1902—1920), Тереза (1904—1921), Жуан (1906—2000) и Жасинта (1910—1920). Из других его родственников следует вспомнить двоюродную сестру Лусию Сантуш, которая жила неподалёку. Как и другие дети в семье, Франсишку не посещал школу, а вместо этого выполнял несложную сельскохозяйственную работу — пас овец.
Согласно католическому преданию, в 1917 году Франсишку, Жасинта и Лусия стали свидетелями серии явлений Богородицы. При этом Франсишку был единственным из троих детей, кто не слышал слов Девы Марии.
После окончания явлений Франсишку отдали в школу, однако он часто пропускал занятия, проводя время в молитве. Когда его спрашивали, кем он хочет стать, когда вырастет, он отвечал: «Я никем не хочу стать. Я хочу умереть и пойти на Небо».
4 апреля 1919 года Франсишку Марту умер от испанского гриппа и на следующий день был похоронен на кладбище в Фатиме.

## Канонизация
В 1989 году Франсишку Марту был провозглашён досточтимым (venerabilis). 13 мая 2000 года состоялась его беатификация, а 13 мая 2017 года — канонизация.
День памяти Франсишку и Жасинты Марту — 20 февраля.